# San Giorio di Susa
San Giorio di Susa (arpità San Gœri, piemontès San Gieuri) és un municipi italià, situat a la ciutat metropolitana de Torí, a la regió del Piemont. L'any 2007 tenia 949 habitants. Està situat a la Vall de Susa, una de les Valls arpitanes del Piemont. Limita amb els municipis de Bruzolo, Bussoleno, Chianocco, Coazze, Roure, San Didero i Villar Focchiardo.

## Administració
| Període | Identitat             | Partit        |
| ------- | --------------------- | ------------- |
| 2004-   | Luigi Richard Garnero | Llista cívica |